# Акценат (нагласак)
Акценат или нагласак је начин изговора својствен одређеном појединцу, локацији или нацији.

## Акценат
Често се у речи поједини гласови (увек самогласници) истичу снагом и висином (тј. јачином и тоном) од осталих гласова. Ово истицање (наглашавање) назива се акценат. Слог у коме се налази овај наглашени самогласник назива се акцентовани слог.

### Акценат као семантичко-диференцијални знак
Од акцента речи често зависи и њено значење. Примери речи истог облика којима различит акценат даје различито значење:
- гра̏д (падавина) и гра̑д (велико насељено место)
- ду́га (природна појава после кише) и ду̏га (придев у женском роду)
- са̏ла (множина именице сало), и са́ла (дворана)
- ку̏пити (скупљати), и ку́пити (узети за новац)
- лу̑к (и стрела) и лу̏к (поврће)
- Бóжић (презиме) и Бòжић (празник)
- ву̀чӣћ (мали вук) и Ву̏чић (презиме)
- Зóра (име) и зòра (свитање)
- сѐла (од глагола сести) и се́ла̄ (генитив множине од село)

Примери:
Организовали су велики породични ску̏п кад је неко купио веома ску̑п поклон.
Пут је ко̏с када је певала птица ко̑с.
Ка̀да нам је ка́да потребна?
За се̏дам дана ја се̑дам на столицу.
Чим је маши́на завршила, Ма́шина мама је дошла.
Кад нам се рȃдио покварио, тата је вредно ра́дио.
Ђак четвр̀та̄к је ишао у 4. разред, у четвр́так.
Ђак пѐта̄к је ишао у 5. разред, у пе́так.
У про̀леће про̀ле̄ће̄ птица.
Младунче кошуте се зове ла̀не кад уместо „прошле године“ кажемо и „ла̑не“.
Дечаци су седели крај пу́та кад је очишћен цео кра̑ј.
Мали пас га је у игри ухватио зубићима за пас и није га пуштао.
Има различитих речи које се исто пишу, а само разлика у дужини акцентованог слога говори нам о ком је значењу реч:
скУп → математички појам елемената, именица
скУУп → придев (супротно од јефтин)
кОс → придев у значењу нагнут
кООс → врста птице, именица
кАда → прилог за време
кААда → посуда за купање, именица
сЕдам → онај у математици, број
сЕЕдам → 1. лице једнине глагола „седати“ у презенту, глагол
машИна → предмет који пере веш или судове, именица
МААшина → присвојни придев направљен од имена Маша у женском роду
рАдио → врста уређаја, именица
рААдио → радни глаголски придев глагола радити у мушком роду, глагол
четвРтак → ђак 4. разреда, именица
четвРРтак → 4. дан у недељи, именица
пЕтак → ђак 5. разреда, именица
пЕЕтак → 5. дан у недељи, именица
пролЕће → годишње доба, именица
пролЕЕће → 3. лице једнине глагола „пролетјети“ у презенту, глагол
лАне → врста животиње, именица
лААне → прошле године, лани, прилог
крај → предлог у значењу поред (нема акценат зато што је проклитика)
крААј → део града, завршетак, именица
пАс → животиња
пААс → појас

### Подела акцената
Наш стандардни акценат заснива се на систему новоштокавских говора - четири акцента и неакцентовани квантитети. Од четири акцента два су кратки а два дуги. По природи су двојаки: једни су силазног а други узлазног карактера, па се зато и зову:
- краткосилазни: ȁ
- дугосилазни: ȃ
- краткоузлазни: à
- дугоузлазни: á

#### Напомена
Не треба мешати знак за дугосилазни акценат и угласти знак дужине (циркумфлекс) који изгледа као обрнуто латиничко слово v (^) изнад продуженог самогласника. Више о томе у правопису.

## Послеакценатска дужина
- Ненаглашени слогови могу бити такође дуги и кратки.
- Ненаглашене дужине могу бити на било ком слогу иза акцента, а испред акцента их нема, а означавају се цртом изнад самогласника у продуженом слогу: ā.

Она се обавезно јавља у следећим случајевима
1. у генитиву и инструменталу једнине именица које се завршавају на -а (жене, воде, руке; женом, водом, руком, слугом);
2. у генитиву множине имају дуга два крајња вокала ако је облик на -а (ученик - ученика, купина - купина); ако су у питању именице које у овом падежу имају само два слога, онда се мења природа акцента ако је претходно био кратак (пас - паса, жена - жена, кућа - кућа);
3. код придева неодређеног вида у вокативу и инструменталу мушког и средњег рода (зелен - зелени, зеленим); у свим падежима једнине женског рода сем акузатива и номинатива (зелена, зелене, зеленој, зелену, зелена, зеленом, зеленој); у множини свих родова у свим падежима осим у номинативу и акузативу (зеленима, зелених);
4. у одређеном виду свих родова и свих падежа дуги су крајњи слогови ако су завршеци једносложни, а претпоследњи ако су двосложни (зелени, зеленога, зеленоме);
5. као одређени придеви дужине имају и заменице које се мењају по придевској промени (сваки сваког, сваком);
6. у презенту свих глагола (осим јесам, хтети и моћи) дуг је последњи слог у облицима једнине и  у 3. л. мн. (говорим, говориш, говори, говоре), а претпоследњи у облицима првог и другог лица множине (говоримо, говорите);
7. у имперфекту испред наставка (иђаху, говораху);
8. у глаголском прилогу садашњем и глаголском прилогу прошлом испред наставка за облик (читајући, отрчавши);
9. на завршним вокалима у 2. и 3. л. јд. аориста (чита, окова), али ако је вокал глаголске основе дуг, онда је и претходни слог дуг (похвалити - похвали);
10. у радном глаголском придеву у облицима женског и средњег рода једнине и у свим родовима у множини, ако ти облици имају краткосилазни акценат (глодао, глодала, глодале, глодала);
11. у трпном глаголском придеву дуги су вокали а и у испред наставка за облик и вокал е испред т као наставка за облик
12. у неким речима (девојка, певач, младост).

## Место акцента у речи
Наглашене једносложне речи могу имати само силазни акценат, било кратки или дуги: па̏с, ја̑з, га̏д, гла̑д итд.
С изузетком неких сложених и страних речи, нагласак никад није на последњем слогу: ба̏ба, ж̀ена, ма̑јка, к̀олено, ̀уздāрје итд.
Акценти унутрашњих слогова у речи могу бити само узлазни.

### Проклитике
Речи које се изговарају заједно са наредном речју, чинећи с њом акценатску целину, називају се проклитике.

### Енклитике
Енклитике чине изговорну целину с претходном речју и наслањају се на њу (ПИТА те, ЗАШТО си).